# Cymodoceaceae
Cymodoceaceae — родина квіткових рослин, яка включає лише морські види, що зустрічаються в тропічних морях і океанах. APG IV 2016 визнає Cymodoceaceae і поміщає його в порядок Alismatales, в кладі однодольних. Родина включає п'ять родів, що налічує 17 видів. Рослини з трьох родин Cymodoceae, Posidoniaceae і Ruppiaceae утворюють монофілетичну групу.
Його скам'янілі рештки показують, що Cymodoceaceae були створені у своєму поточному розповсюдженні в Індо-Західній частині Тихого океану в ранньому еоцені та, можливо, навіть у пізньому палеоцені. Скам'янілості Thalassodendron auriculalopris і Cymodocea floridana (обидва збереглися) також були знайдені в західно-центральній частині Флориди і датуються пізнім середнім еоценом. Їхній вік і недостатня різноманітність говорять про надзвичайно повільну швидкість еволюції всередині Cymodoceae.